# Cuthred Cwichelming
Cuthred Cwichelming („Cuthred, Sohn des Cwichelm“, auch Cuthrid, Cuðred, Cuþred, Cuþræd, Eadred; † 661) war von 648 bis 661 ein Unterkönig der Gewissæ, einer Volksgruppe, die im späten 7. Jahrhundert als „Westsachsen“ das angelsächsische Königreich Wessex bildete.

## Leben
Cuthred stammte aus dem Haus Wessex. Er war ein Sohn des Königs Cwichelm. Nachkommen Cuthreds sind nicht bekannt. Cuthreds Vater Cwichelm starb im Jahr 636. 639 trat Cuthred zum Christentum über und wurde vom Heiligen Birinus, der drei Jahre zuvor bereits seinen Vater getauft hatte, in Dorchester-on-Thames getauft. Birinus war auch Cuthreds Taufpate.
648 gelangte sein Onkel König Cenwalh unter unbekannten Umständen wieder an die Macht. Cuthred erhob vermutlich ebenfalls Ansprüche auf den Thron. Cenwalh übertrug Cuthred im Jahr 648 riesige Ländereien von 3.000 hidas bei Ashdown in Berkshire, einem zwischen den Gewissæ und Mercia umstrittenen Gebiet. Das Gebiet entsprach fast der Hälfte eines Königreiches wie Lindsey, Sussex oder Essex. Cuthred und auch Cenberht scheinen subreguli („Unterkönige“) gewesen zu sein.
661 fiel König Wulfhere von Mercia in Wessex ein. Cenwalh stellte sich bei Posentesbyrg (Lage unbekannt) zur Schlacht. Von Wulfhere verfolgt musste er sich aber bis Ashdown in Berkshire zurückziehen. Cuthred und Cenberht starben im selben Jahr.